# Аккредитив
Аккредити́в (от лат. accreditivus — доверительный) — условное денежное обязательство, принимаемое банком (банком-эмитентом) по поручению приказодателя (плательщика по аккредитиву). В некоторых (в основном устаревших) источниках для обозначения аккредитива используют термины кредитив, верящее письмо, верительное письмо или кредитное письмо.
При выполнении условий и наличии документов, указанных в аккредитиве, банк производит платёж.  Исполняющий банк (банк поставщика) контролирует исполнение условий аккредитива и при полном их исполнении зачисляет на расчётный счёт поставщика указанную в контракте сумму.

## Схема аккредитивной сделки
Позволяет:
- осуществить платёж в пользу бенефициара (получателя средств по аккредитиву) указанной в аккредитиве суммы по представлении последним в банк документов в соответствии с условиями аккредитива в указанные в тексте аккредитива сроки;
- оплатить, акцептовать или учесть переводной вексель;
- предоставить полномочия другому банку (исполняющему банку) произвести такие платежи или оплатить, акцептовать или учесть переводной вексель[5].

Аккредитивы используются как форма расчётов в торговой сделке, наряду с авансом, инкассо и открытым счётом (или оплатой по факту). Кроме того, в международной торговле, в отличие от внутрироссийской практики, аккредитив используется в качестве средства финансирования сделки по аналогии с банковской гарантией.
Международные аккредитивы выпускаются в соответствии с Унифицированными правилами и обычаями для документарных аккредитивов, публикация Международной торговой палаты № 600, редакция 2007 г. (действует с 1 июля 2007 г.) и другими документами Международной торговой палаты; аккредитивы для расчётов на территории Российской Федерации выпускаются в соответствии с нормативными документами Центрального банка Российской Федерации, нормы которых отличаются от общепринятой мировой практики.

## Виды аккредитивов
- Отзывной аккредитив (англ. revocable) — это аккредитив, который может быть отозван (аннулирован) плательщиком или банком, выписавшим его. В международной практике отзывные аккредитивы не применяются. (Более не используется; см. статья 3 Унифицированных правил и обычаев для документарных аккредитивов, публикация Международной торговой палаты № 600, редакция 2007 г.)
- Безотзывный аккредитив — аккредитив, который не может быть отозван (аннулирован).
- Аккредитив с красной оговоркой — аккредитив, согласно которому банк-эмитент уполномочивает исполняющий банк произвести авансовый платёж на оговорённую сумму до представления торговых документов. В те годы, когда аккредитивы выпускались в виде письма банка, такая оговорка, в силу своей особой важности, выделялась в документе красным цветом, откуда и название. В настоящее время аккредитивы выпускаются преимущественно по телекоммуникациям, поэтому данный термин следует рассматривать как профессиональный жаргон.
- Аккредитив покрытый (депонированный) — аккредитив, при открытии которого банк-эмитент перечисляет за счёт средств плательщика или предоставленного ему кредита сумму аккредитива (покрытие) в распоряжение исполняющего банка на весь срок действия аккредитива. Покрытый аккредитив применяется в расчётах на территории Российской Федерации. В международных расчётах банки действуют в соответствии с межбанковскими соглашениями, согласно которым покрытие либо отсутствует (чистая кредитная линия), либо размещается в согласованных формах (депозиты, ценные бумаги или иные активы). Данный термин отсутствует в международной практике.
- Аккредитив непокрытый (гарантированный) — аккредитив, при открытии которого банк-эмитент предоставляет исполняющему банку право списывать средства с ведущегося у него корреспондентского счёта в пределах суммы аккредитива или договаривается с исполняющим банком об иных условиях возмещения средств, уплаченных бенефициару. В международной практике термины «непокрытый» или «гарантированный» не используются ввиду того, что таковыми является абсолютное большинство аккредитивов.
- Аккредитив подтверждённый (англ. confirmed) — аккредитив, при котором исполняющий банк принимает на себя обязательства произвести платёж указанной в аккредитиве суммы независимо от поступления средств от банка, где был открыт подтверждённый аккредитив.
- Аккредитив револьверный — аккредитив, открываемый на часть суммы платежей и автоматически возобновляемый по мере осуществления расчётов за очередную партию товаров. Револьверный аккредитив открывается при равномерных поставках, растянутых во времени, с целью снижения указанной в нём суммы.
- Аккредитив циркулярный — аккредитив, позволяющий получить деньги в пределах данного кредита во всех банках-корреспондентах банка, выдавшего своему клиенту этот аккредитив.
- Резервный аккредитив, иначе именуемый аккредитив Stand-By, — разновидность банковской гарантии, носящей документарный характер (то есть допускающей представление документов иных, чем требование платежа) и подчиняющейся документам Международной торговой палаты для аккредитивов. Резервные аккредитивы используются для финансирования международной торговли со странами, где запрещено использование банковских гарантий в торговых сделках (США), запрещён документарный характер гарантий, или при осуществлении операций с международными организациями (Европейский банк реконструкции и развития, Мировой банк и др.)
- Кумулятивный аккредитив — в случае такого аккредитива приказодателю разрешается неистраченную сумму денег текущего аккредитива зачислить к сумме нового, который открывается в том же самом банке, в то время как за некумулятивным аккредитивом неистраченная сумма возвращаются банку-эмитенту для начисления на текущий счёт приказодателя.
- Компенсационный аккредитив — предусматривается применение двух независимых друг от друга аккредитивов: первый аккредитив выставляется покупателем в пользу посредника и по условиям этого аккредитива посредник является бенефициаром; второй аккредитив выставляется от имени посредника и по его условиям бенефициаром является поставщик.

## Подверженность рискам
Аккредитивы часто используются при совершении международных транзакций, чтобы гарантировать получение платежа, особенно когда покупатель и продавец не знакомы друг с другом и работают в разных странах. В этом случае продавец подвергается кредитному риску и легальному риску, который вызван расстоянием, различными законодательством и трудностям в определении личности контрагента. Существует риск мошенничества: иногда случается так, что платёж совершается в обмен на несуществующий или бесполезный товар. Подвержен риску также и банк-эмитент (хотя он может попытаться смягчить его с помощью различных методов): приказодатель может оказаться несостоятельными до того, как погасить аккредитив. Также банк может подвергаться риску мошенничества со стороны продавца, который опять-таки может предоставить поддельные документы для получения платежа. При этом если сотрудникам банка будет заведомо известно о том, что документы являются поддельными или добыты нелегальным путём, они сами будут считаться соучастниками мошенничества.

## Преимущества и недостатки
Преимущества данной формы безналичных расчётов: гарантия платежа поставщику; контроль выполнения условий поставки и условий аккредитива банками; как правило не отвлекаются средства из хозяйственного оборота.
Недостатки: сложные для понимания клиентов структуры сделок; сложный документооборот; высокие комиссии банков.